# 오버팔츠현

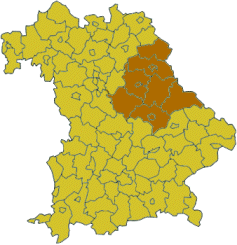
바이에른 주에서 오버팔츠 현의 위치

오버팔츠현(독일어: Oberpfalz)은 독일 바이에른주 동부에 위치한 현(Regierungsbezirk)이다. 면적 9,692.23 km2, 인구 1,081,536 (2011), 인구 밀도 110/km2. 현도는 레겐스부르크.
바이에른주 중동부에 위치한다. 도나우강 상류 지역이다. 역사적으로 팔츠로 불린 지역의 일부와 주변 여러 소국들이 1837년 바이에른 왕국 당시 왕국의 한 주인 오버팔츠로 형성된 것에서 유래한다. 7개 군(Landkreise), 3개 시(Kreisfreie Städte)로 구성되어 있다.

## 하위 행정 구역

### 군(Landkreise)
1. 암베르크줄츠바흐군(Landkreis Amberg-Sulzbach)
2. 캄군(Landkreis Cham)
3. 노이마르크트인데어오버팔츠군(Landkreis Neumarkt in der Oberpfalz)
4. 노이슈타트안데어발트나프군(Landkreis Neustadt an der Waldnaab)
5. 레겐스부르크군(Landkreis Regensburg)
6. 슈반도르프군(Landkreis Schwandorf)
7. 티르셴로이트군(Landkreis Tirschenreuth)

### 시(Kreisfreie Städte)
1. 암베르크 시(Amberg)
2. 레겐스부르크 시(Regensburg)
3. 바이덴 시(Weiden in der Oberpfalz)

## 같이 보기
- 팔츠 지역